# 전문가 회의
전문가 회의(專門家 會議, 페르시아어: مجلس خبرگان رهبری, Majles-e Khobregān-e Rahbari)는 지도력 전문가 회의 또는 전문가 위원회로 불리는 이란의 이슬람교의 율법을 심의하는 기구이다.
이란의 최고 지도자에게는 전문가 회의 의원의 임명 권한, 전문가 회의의 해산 권한이 있다. 그러나 수호자 평의회의 심사를 거친 직후에 직접 선출된 모든 의원들은 전문가 회의에 가입하기 전에 여전히 최고 지도자의 승인을 받아야 한다.
전문가 회의의 모든 후보자는 최고 지도자가 직접적, 간접적으로 임명한 수호자 평의회의 승인을 받아야 한다. 전문가 회의 의원의 임기는 8년이다. 직접 공개 투표를 통해 철저히 조사된 후보자 명단에서 최고 지도자의 승인을 얻은 직후에 선출된 80명의 무하티드(Mujtahids)로 구성되는데 회원 수는 1982년에 선출된 82명에서 2016년에 선출된 88명까지 다양하다.
현행법은 전문가 회의의 총회가 6개월마다 적어도 2일 동안 회합할 것을 요구한다. 현재 제5차 총회 의장은 아흐마드 잔나티(Ahmad Jannati)이다.

## 역대 전문가 회의 위원장
1. 알리 하메네이(1983년 - 2007년)
2. 악바르 하셰미 라프산자니(2007년 - 2011년)
3. 모하마드 레자 마흐다비 카니(2011년 - 2014년)
4. 마흐무드 하셰미 샤흐루디(2014년 - 2015년)
5. 모하마드 야즈디(2015년 - 2016년)
6. 아흐마드 잔나티(2016년 - 현재)